# American Conquest
American Conquest là loạt trò chơi máy tính thuộc thể loại chiến thuật thời gian thực do hãng GSC Game World của Ukraina phát triển, cũng chính là nhà phát triển chính cho game Cossacks: European Wars khá nối tiếng; và German CDV xuất bản, game được phát hành chính thức vào ngày 5 tháng 2 năm 2003.
Ngoài ra game còn có phiên bản mở rộng độc lập với tên gọi American Conquest: Fight Back và một bản American Conquest: Gold Editon, gộp chung cả bản đầu tiên và bản nâng cấp, được phát hành vào tháng 8 năm 2004. Phiên bản cuối cùng trong series là American Conquest: Divided Nation. Cả ba bản trên đều có thể chơi được thông qua phiên bản American Conquest: Anthology (hợp tuyển, là bản gộp cả ba trong một) được phát hành vào ngày 19 tháng 2 năm 2007.

## Cốt truyện
Game lấy bối cảnh tại lục địa châu Mỹ khoảng từ giữa thế kỷ 15 cho tới đầu thế kỷ 19, mô tả cuộc cuộc hành trình đi khai phá và chinh phục lục địa châu Mỹ màu mỡ của những cường quốc châu Âu nhằm thiết lập sự thống trị thực dân và ảnh hưởng của mình tại Tân Thế giới cùng với những cuộc nổi dậy của người bản xứ châu Mỹ nhằm đánh đuổi những kẻ xâm lược ngoại bang ra khỏi vùng đất tổ tiên lâu đời của họ.

## Tổng quan
Game cho phép người chơi xây dựng một loạt các công trình để làm căn cứ cho việc quản lý quân sự và các hoạt động kinh tế nhằm đánh bại đối phương để giành lấy chiến thắng trong một màn chơi.
Phần chiến dịch bao gồm hầu hết các cuộc chinh phục của các cường quốc châu Âu lớn ở châu Mỹ dựa theo các sự kiện quan trọng trong khoảng thời gian này bao gồm cuộc thám hiểm khám phá Tân Thế giới của Christopher Columbus, chinh phục lục địa của những Conquistador (tên gọi người Tây Ban Nha đi xâm chiếm Trung và Nam Mỹ), chiến tranh Pháp-Ấn Độ, khởi nghĩa Tecumseh và cuộc cách mạng Hoa Kỳ. Người chơi có thể tham gia vào hai phe của cuộc chiến. ví dụ, trong một chiến dịch, người chơi sẽ vào vai phe Anh và có nhiệm vụ phải dập tắt cuộc nổi loạn của dân thuộc địa Mỹ, trong khi ở các chiến dịch sau, thay thế bằng cư dân thuộc địa nổi dậy chiến đấu chống lại người Anh.
Giống như Cossacks, American Conquest cũng có rất nhiều phe cho người chơi tự do lựa chọn bao gồm Tây Ban Nha, Pháp, Anh, Mỹ và nhiều bộ tộc bản địa khác nhau của châu Mỹ như Iroquois, Delaware, Sioux, Pueblo, Maya, Aztec, Inca, và Hurones.
Có sự khác biệt rõ ràng giữa các quốc gia châu Âu và người Da Đỏ châu Mỹ bản địa, dẫn đến sự giới hạn về chiến thuật quân sự giữa đôi bên, ví dụ, đội quân của người châu Âu đều được trang bị súng, mũ và giáp sắt, có sức chiến đấu và phòng thủ tốt, chiếm ưu thế về kỵ binh và các công trình phòng thủ bằng đá rất hữu hiệu nhưng có nhược điềm là thời gian xây dựng và đào tạo lính rất lâu, di chuyển chậm chạp trong khi người da đỏ lại không có kỵ binh và súng ống, nhưng bù lại họ có khả năng mua lính, sản xuất lương thực và xây dựng công trình rất nhanh, kể cả tốc độ hành quân khiến cho quân đội của họ tuy trang bị thô sơ nhưng có thể đánh và rút lui an toàn, đặc biệt là nông dân của họ ngoài việc xây dựng ra người chơi còn có thể sử dụng làm lính chiến đấu trong trường hợp nguy cấp.

## Cách chơi

### Kinh tế
Nền kinh tế của American Conquest đều rất giống với tựa trò chơi trước đây Cossacks: European Wars và các bản tiếp theo của GSC Game World. Hoạt động phát triển kinh tế cơ bản và hệ thống thu thập tài nguyên tương tự như các game chiến thuật thời gian thực khác. Do các trận đánh lớn liên tục diễn ra nên tài nguyên cũng phải lớn mới đáp ứng đủ nhu cầu cần thiết, khi bắt đầu game, người chơi phải xem trọng nông dân vì họ chính là yếu tố cơ bản và thiết yếu nhất của trò chơi.
Từ việc khai thác tài nguyên, trồng trọt nhằm tạo dựng một hậu cần vững mạnh đến việc huấn luyện và xây dựng lực lượng quân đội tinh nhuệ, tất cả đều phải bắt nguồn từ nông dân, đầu tiên người chơi sẽ phải xây dựng nhà ở cho nông dân lao động, thu thập các loại tài nguyên như gỗ, lương thực, vàng, đá, than và sắt làm cơ sở cho việc xây dựng các công trình mới và mua lính. Nói chung gỗ và đá dùng để xây dựng công trình và những thứ còn lại để đào tạo quân đội chính quy, lương thực được gặt hái từ cối xay gió và đặc biệt người chơi có thể sử dụng các loại quân như người đặt bẫy hay cướp biển thực hiện việc săn bắn các loài động vật hoang dã như gấu, sư tử trong trò chơi.

### Quân sự
Về phần xây dựng quân đội. Game hỗ trợ khoảng 16000 đơn vị một màn, người chơi không cần phải quản lý từng đơn vị lính mà sẽ quản lính theo từng sư đoàn, từng đội. Không giống như Cossacks, việc tạo lính cũng tốn rất nhiều thời gian. Đầu tiên người chơi phải tạo ra nông dân sau đó huấn luyện họ thành binh lính trong những công trình khác nhau như đồn luỹ, công sự, pháo đài, nâng cấp khả năng chiến đấu và thời gian huấn luyện quân để nâng cao sức mạnh quân sự ngõ hầu tạo ưu thế chiến thuật ban đầu. Điều này làm cho game có cảm giác thật hơn và đòi hỏi sự chú ý của người chơi.
Ngoài ra người chơi còn có thể cho quân lính và nông dân đồn trú bảo vệ ở trong các công trình kinh tế, quân sự như đồn lũy, công sự hoặc pháo đài, bất cứ mục tiêu thù địch nào đi ngang qua đều sẽ bị quân phòng thủ nổ súng bắn trả, tương tự, quân tấn công muốn chiếm các công trình đồn trú sẽ phải gửi quân vào trong đánh bại lực lượng phòng thủ bằng một trận đánh giáp lá cà. Nếu chơi các phe châu Âu, người chơi có thể xây dựng log cabin (nhà làm bằng gỗ nguyên khối) để tăng thêm điểm thưởng cho quân phòng thủ. 
Một tính năng mới của American Conquest là yếu tố tinh thần. các đơn vị quân sự có tinh thần thấp nếu thấy cánh quân bên cạnh thất bại có thể chạy trốn khỏi chiến trường. Lính chỉ huy, lính cầm cờ và lính đánh trống quân được sử dụng ngoài việc tạo đội hình quân sự còn có thể gia tăng tinh thần chiến đấu của quân đội.

## American Conquest: Fight Back
American Conquest: Fight Back (Chinh phục châu Mỹ: Phản công) là phiên bản mở rộng độc lập đầu tiên, phát hành vào ngày 29 tháng 9 năm 2003. Trong bản mở rộng này có bổ sung thêm 5 quốc gia mới gồm Đức, Nga, Haida, Bồ Đào Nha và Hà Lan, cùng với 50 đơn vị lính mới, có thêm 25 màn chơi mới và giữ lại 40 màn của bản đầu.
Trò chơi bao gồm bốn chiến dịch chính là: chiến dịch của nước Đức tóm lược biên niên sử cuộc thám hiểm truy tìm thành phố bằng vàng huyền thoại El Dorado của Ambrosius Ehinger và Georg Hohermuth trong khi chiến dịch của phe Nga chủ yếu xoay quanh chiến dịch thâu tóm Alaska dưới quyền tướng Alexander Baranov. Chiến dịch Haida miêu tả cuộc chiến đấu giữa người Haida với các nhà thám hiểm Nga. Chiến dịch Maya kể lại chi tiết cuộc chinh phục Yucatán của người Tây Ban Nha và cuộc kháng chiến của người Maya và Aztec chống lại họ.
Các nhiệm vụ nhìn chung đều có bản đồ giống nhau. Ngoài ra có một lối chơi mới được bổ sung vào gọi là Battlefields (Chiến trường). Đây là cách chơi không sử dụng tài nguyên. Người chơi chỉ tập trung về chiến thuật và có rất nhiều lính, thời gian bị hạn chế về chuẩn bị và sau đó là tấn công. Phần chơi mới này khá khó do quân số đối phương thường đông hơn người chơi, muốn chiến thắng người chơi buộc phải tận dụng đủ mọi kiểu chiến thuật để có thể giành được chiến thắng như mong muốn.
Mod: Những người hâm mộ game đã cùng nhau thực hiện bản mod quan trọng nhất dành cho American Conquest: Fight Back là Mod European Warfare: Napoleonica (viết tắt HEW), với một thời đại mới và cách chơi được làm khác lại. Các tính năng mới bao gồm 180 loại lính với cơ chế đồ họa mới, những công trình mới, những trận chiến lịch sử trong phần chơi đơn, và một bộ sưu tập các màn chơi cực kỳ rộng lớn do câu lạc bộ Hawks' làm.

## American Conquest: Divided Nation
American Conquest: Divided Nation (Chinh phục châu Mỹ: Quốc gia chia rẽ) là phiên bản mở rộng độc lập thứ hai, phát hành vào ngày 27 tháng 3 năm 2006. Trò chơi lấy bối cảnh nước Mỹ giữa thế ký 19 vào thời kỳ nội chiến Hoa Kỳ (1861 – 1865) gồm bốn phe chính là: Liên Bang, Hợp Bang, Cộng hòa Texas và México, cùng với hơn 120 đơn vị lính mới được thêm vào.
Trong bản này sẽ không có những phe cũ từ hai phiên bản trước. Có khá nhiều tính năng mới có thể tạo ra nhiều kiểu chiến thuật mới trong trò chơi như pháo chở bằng ngựa, công sự phòng thủ, lều trại, hầm hào và sự hiện diện của các vị tướng ngoài chiến trường, đặc biệt là sự xuất hiện khẩu súng máy là nỗi khiếp sợ cho chiến thuật đội hình truyền thống. Người chơi có thể tham gia vào những trận chiến đẫm máu có thật trong lịch sử nội chiến Hoa Kỳ từ trận Alamo cho tới trận Gettysburg.
Mod: Những người hâm mộ game đã cùng nhau thực hiện bản mod quan trọng nhất dành cho American Conquest: Divided Nation là Mod Hawks' Divided Nation (viết tắt HDN) bao gồm những tính năng mới như các trận chiến trong mục chơi mạng trông thực tế hơn với sự thay đổi sâu rộng việc giả lập chiếu đấu và cải thiện engine của game.

## Game cùng hãng
Sêri trò chơi Cossacks của CDV, và American Conquest đều sử dụng cùng một engine.